# Sentier d'interprétation

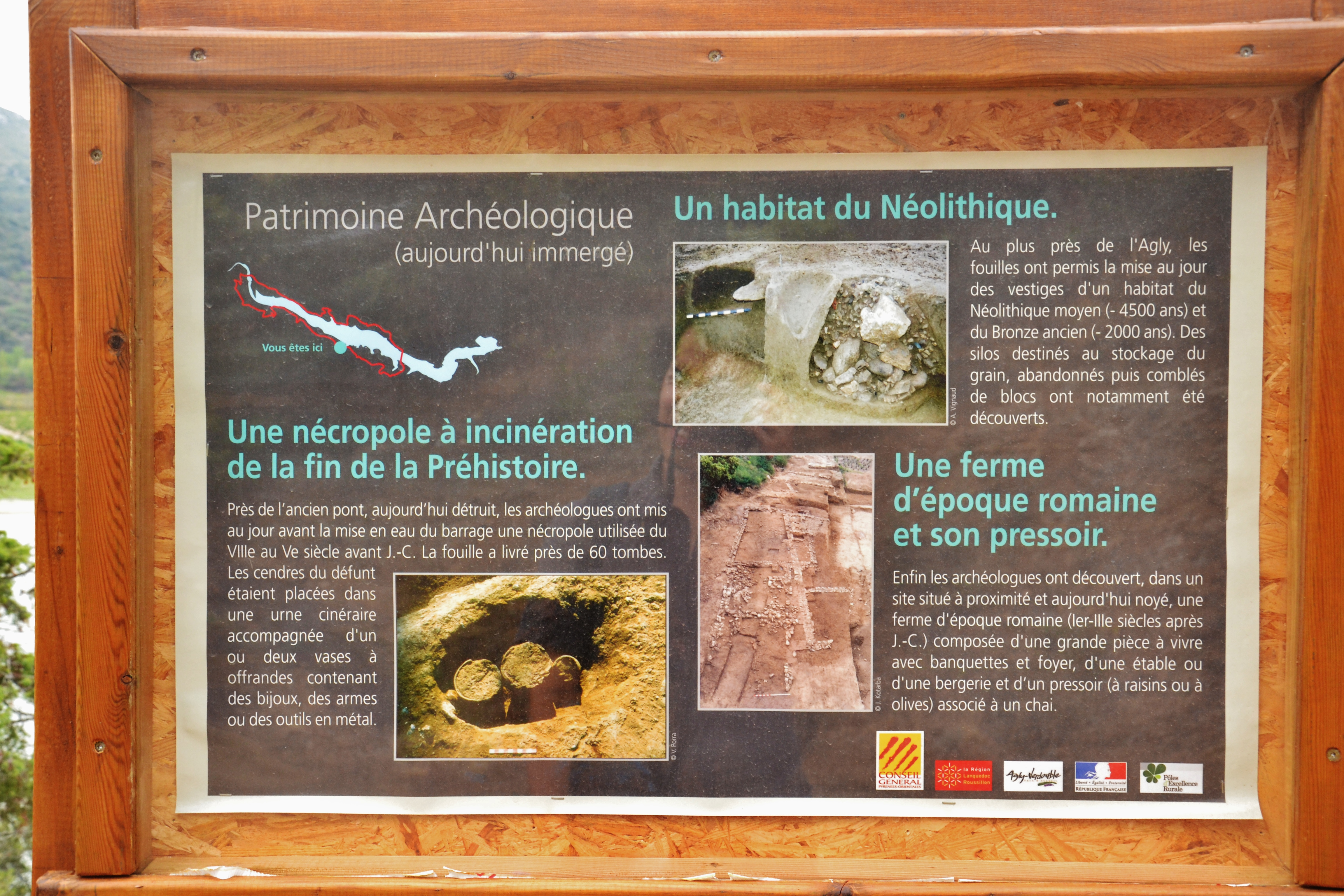
Un panneau d'information dans les Pyrénées-Orientales, faisant la lumière sur un aspect caché du paysage. Le schéma du sentier est visible en haut à gauche.

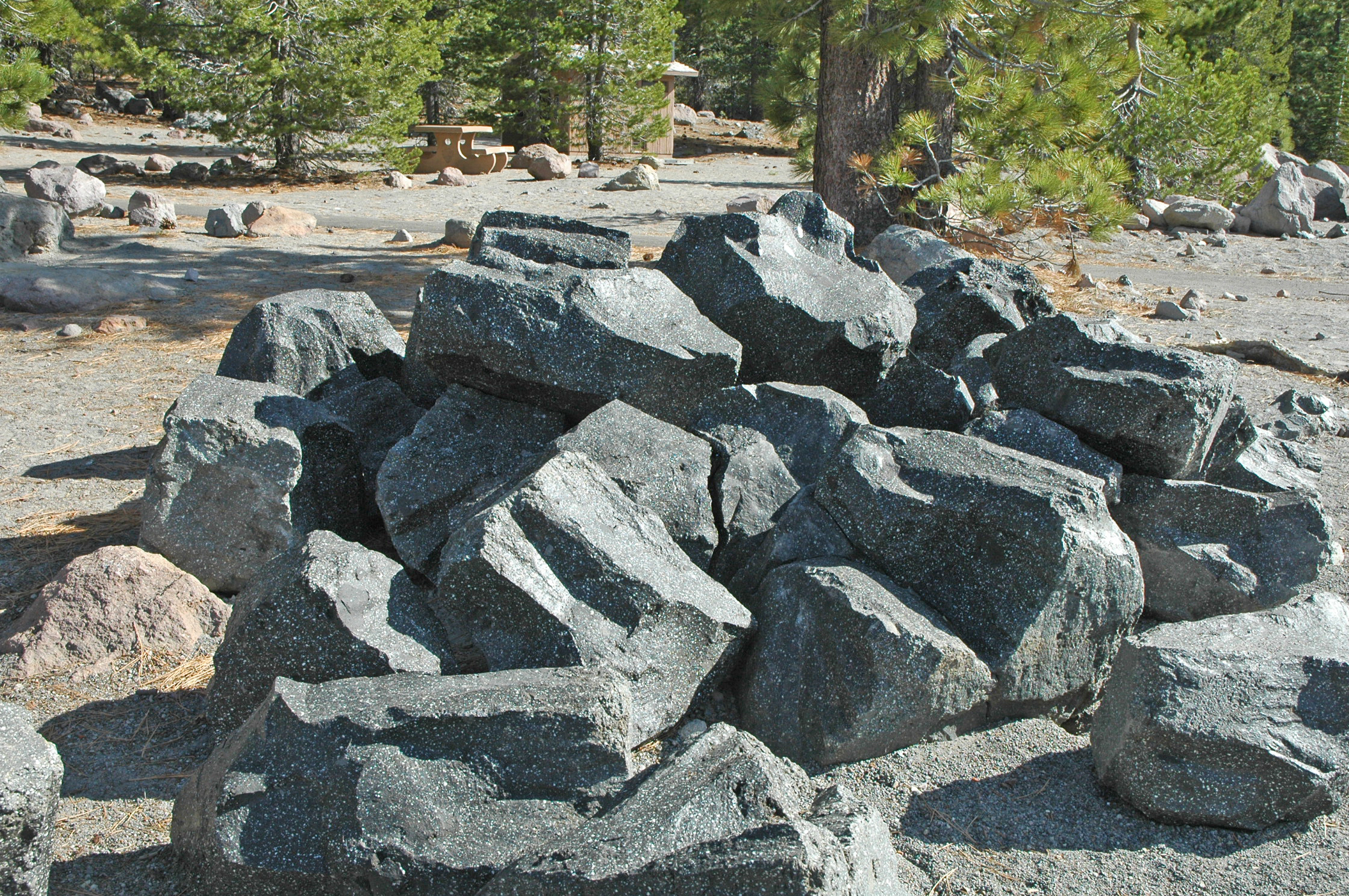
Dacite le long du Devastated Area Interpretive Trail, un sentier d'interprétation californien parcourant une zone affectée par les éruptions du pic Lassen de 1914 à 1917.

Un sentier d'interprétation ou sentier de découverte est une infrastructure touristique se présentant sous la forme d'un sentier généralement relativement court équipé de panneaux d'informations (en) pour permettre aux usagers de connaître et surtout décrypter les milieux qu'ils traversent en l'empruntant, en donnant les clés scientifiques, historiques, culturelles voire politiques pour comprendre l'aspect des lieux. Selon la nature et le contexte des sites, le sentier peut être accompagné d'un écomusée, d'un poste d'observation de la faune, d'ateliers sportifs.
Les panneaux des sentiers d'interprétation se distinguent des panneaux d'information touristique que l'on retrouve typiquement dans les centres urbains par leur disposition suivant un parcours ordonné par étapes, au fil du sentier et de la découverte du site.Sur un sentier on retrouve environ une dizaine de panneaux.